# Allium parvum
Allium parvum (лат.) — многолетнее травянистое растение, вид рода Лук (Allium) семейства Луковые (Alliaceae).

## Описание
Allium parvum — многолетнее травянистое растение. Луковица шириной от 1,0 до 2,5 см. Сравнительно короткий стебель, редко более 12 см в высоту. Два листа серповидной формы. На верхушке стебля находится соцветие-зонтик из менее чем 30 цветков, которые, как правило, бледно-розовые с выступающими тёмными прожилками. Пыльники фиолетовые или жёлтые. Пыльца жёлтая.

## Ареал и местообитание
Вид произрастает на западе США, где является обычным представителем флоры в каменистых, сухих районах горных районов, особенно в осыпях на высоте 1200—2800 м над уровнем моря. Широко распространён в Калифорнии, Неваде, Орегоне и Айдахо, а также был зарегистрирован в западной Юте и на крайнем юго-западе Монтаны (округа Равалли и Биверхед).